# Kaduna
Kaduna   este un oraș  în  Nigeria. Este reședința  statului  Kaduna.